# Font de Terrades
La Font de Terrades és una obra de Terrades (Alt Empordà) inclosa a l'Inventari del Patrimoni Arquitectònic de Catalunya.

## Descripció
Situada al sud del nucli urbà de la població de Terrades, a l'extrem de llevant del barri del Mas, adossada a un dels edificis que conformen el barri.
Es tracta d'una font de planta rectangular bastida amb maons lligats amb morter. A la part frontal presenta una petita pica quadrada i un brollador encastat al mig d'un plafó rectangular de rajola vidrada verda. Aquest parament està rematat per un coronament esglaonat motllurat, que presenta un motiu decoratiu en ceràmica vidrada a mode d'acroteri.